# Trox clathratus
Trox clathratus är en skalbaggsart som beskrevs av Reiche 1861. Trox clathratus ingår i släktet Trox och familjen knotbaggar. Inga underarter finns listade i Catalogue of Life.